# Blas Córdoba
Blas Córdoba, més conegut com El Kejío (Moraleda de Zafayona, Granada, 1966), és un cantaor de flamenc català. Quan tenia 1 any i mig va anar a viure al barri de Torre-romeu de Sabadell, on es va estar fins als 21 anys, per anar a viure al barri de Campoamor de la mateixa ciutat. El Kejío va ser descobert per Chano Domínguez, amb qui va actuar al Teatre La Faràndula l'any 2010. Ha participat al film Calle 54, de Fernando Trueba.